# Motorzysta
Motorzysta – podstawowa (nieoficerska) funkcja w dziale maszynowym na statku handlowym (okręcie). W marynarce handlowej wyróżnia się dwa stanowiska motorzysty:
- młodszy motorzysta
- motorzysta wachtowy.

Funkcja motorzysty wachtowego jest zaliczana do stanowisk pomocniczych niezbędnych dla zapewnienia bezpieczeństwa żeglugi.
Osoby zajmujące stanowiska motorzysty i młodszego motorzysty muszą wykazać się odpowiednimi kwalifikacjami udokumentowanymi świadectwem wydanym przez urząd morski.
1. Do uzyskania świadectwa młodszego motorzysty wymagane jest posiadanie świadectw o przeszkoleniach w zakresie:
  - indywidualnych technik ratunkowych,
  - ochrony przeciwpożarowej stopnia podstawowego,
  - elementarnej pomocy medycznej,
  - bezpieczeństwa osobistego i odpowiedzialności społecznej,
  - ukończone 16 lat.
2. Do uzyskania świadectwa motorzysty wachtowego wymagane jest (opcjonalnie):
  - zaliczenie trzeciego roku studiów na kierunku mechanika i budowa maszyn albo drugiego roku studiów na kierunku elektrotechnika w uczelni morskiej oraz posiadanie 2-miesięcznej praktyki pływania na statkach morskich w dziale maszynowym,
  - ukończenie pierwszego roku nauki na kierunku mechanicznym w specjalnościach: budowa, eksploatacja, obsługa, remonty maszyn i urządzeń okrętowych lub siłowni okrętowych w ośrodku szkoleniowym (policealne szkoły morskie), kształcącym co najmniej na poziomie operacyjnym oraz posiadanie 2-miesięcznej praktyki pływania na statkach morskich w dziale maszynowym,
  - ukończenie uczelni technicznej, szkoły policealnej lub średniej zawodowej na kierunku mechanicznym w specjalnościach: budowa, eksploatacja, obsługa, remonty maszyn i urządzeń okrętowych lub siłowni okrętowych albo ukończenie ośrodka szkoleniowego (średnie szkoły zawodowe), kształcącego w zawodzie marynarza, oraz posiadanie 2-miesięcznej praktyki pływania na statkach morskich w dziale maszynowym,
  - posiadanie dyplomu oficera elektroautomatyka okrętowego oraz 2-miesięcznej praktyki pływania na statkach morskich w dziale maszynowym,
  - posiadanie wykształcenia zasadniczego zawodowego o kierunku mechanicznym w specjalnościach: budowa, eksploatacja, obsługa, remonty maszyn i urządzeń okrętowych lub siłowni okrętowych oraz 6-miesięcznej praktyki pływania na statkach morskich w dziale maszynowym,
  - posiadanie wykształcenia zawodowego o kierunku mechanicznym lub elektrycznym, 12-miesięcznej praktyki pływania na statkach morskich w dziale maszynowym oraz złożenie egzaminu na poziomie pomocniczym,
  - posiadanie 24-miesięcznej praktyki pływania na statkach morskich w dziale maszynowym oraz ukończenie kursu w ośrodku szkoleniowym i złożenie egzaminu na poziomie pomocniczym,
  - posiadanie 24-miesięcznej praktyki pływania w charakterze pracownika przetwórni statku rybackiego przy obsłudze maszyn przetwórczych lub chłodni oraz 6-miesięcznej praktyki pływania na statkach morskich w dziale maszynowym oraz ukończenie kursu w ośrodku szkoleniowym i złożenie egzaminu na poziomie pomocniczym,
  - posiadanie stopnia podoficera Marynarki Wojennej lub Straży Granicznej i 24-miesięcznej praktyki pływania na statkach morskich w dziale maszynowym oraz złożenie egzaminu na poziomie pomocniczym,
  - posiadanie stopnia chorążego Marynarki Wojennej lub Straży Granicznej i 18-miesięcznej praktyki pływania na statkach morskich w dziale maszynowym oraz złożenie egzaminu na poziomie pomocniczym,
  - posiadanie stopnia mechanika żeglugi śródlądowej I klasy oraz złożenie egzaminu na poziomie pomocniczym.
3. Przy ubieganiu się o świadectwo motorzysty wachtowego 1/3 część ogólnej wymaganej praktyki pływania, może być zastąpiona praktyką przy budowie, naprawie lub obsłudze maszyn okrętowych w stoczniach, zakładach produkcyjnych lub warsztatach mechanicznych.